# Montefiorino
Montefiorino é uma comuna italiana da região da Emília-Romanha, província de Modena, com cerca de 2.318 habitantes. Estende-se por uma área de 45 km², tendo uma densidade populacional de 52 hab/km². Faz fronteira com Frassinoro, Palagano, Toano (RE), Villa Minozzo (RE).

## Demografia
| Variação demográfica do município entre 1861 e 2011                               |
|                                                                                   |
| Fonte: Istituto Nazionale di Statistica (ISTAT) - Elaboração gráfica da Wikipedia |